# Germansk religion

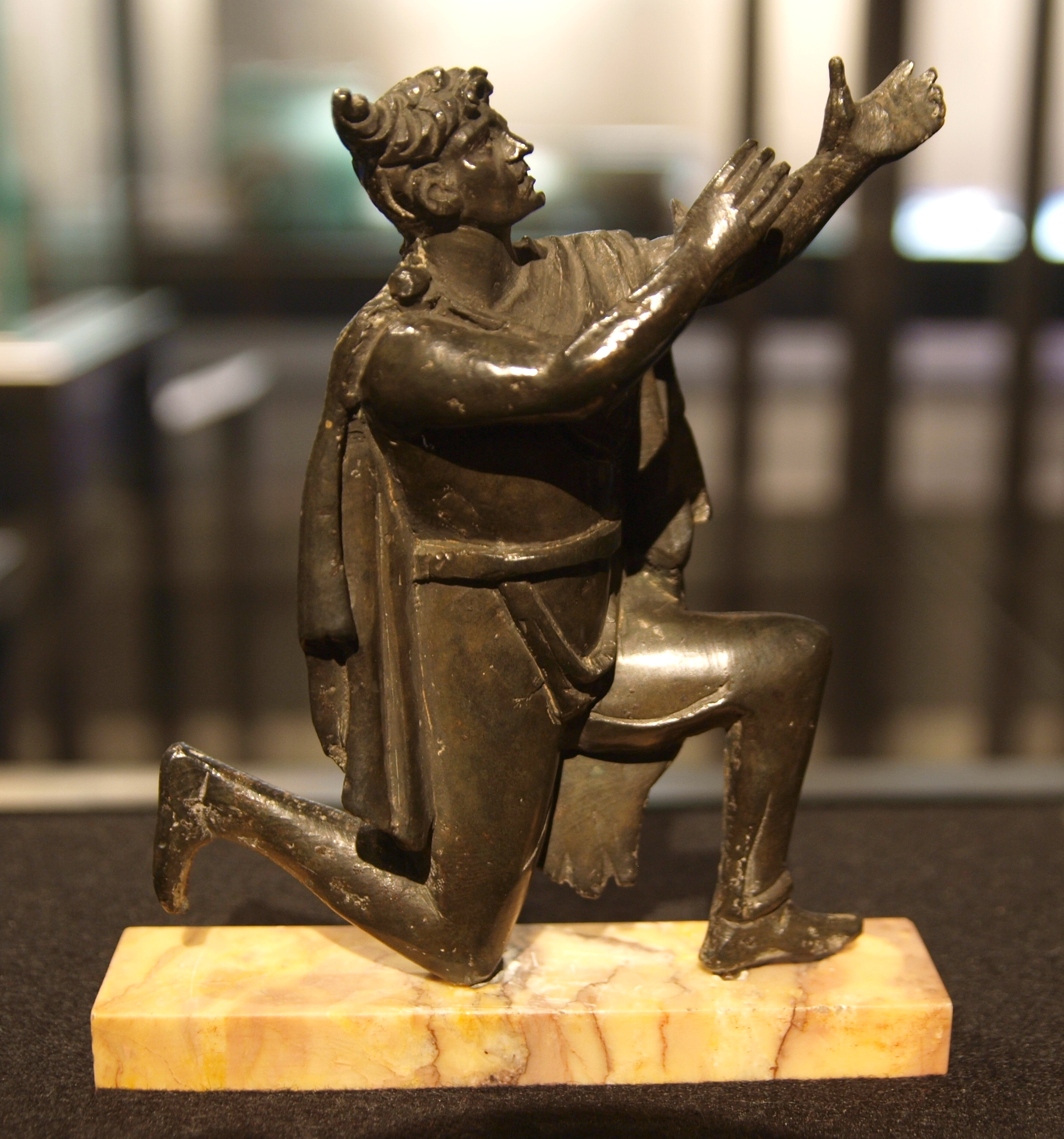
En romersk statyett som avbildar en german som ber. Germanen har en så kallad svebisk knut i håret.

Germansk religion är den förkristna religion som primärt traderades från släkte till släkte hos germanska folk i framförallt Västeuropa under järnåldern fram till medeltiden. Mytologin har definierats som "ett system av [...] närrelaterade religiösa världsynsätt och praktiker snarare än en enhetlig religion" och som sådan bestående av "individuella utövare, familjetraditioner och regionala kulter inom en bred konsistent ram".

## Huvuddrag

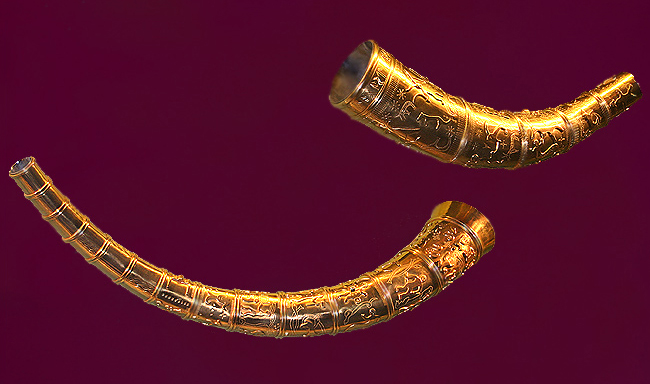
De danska Gallehushornen från tidigt 400-tal e.Kr. är översållade med tidiggermanska mytologiska figurer - många fortfarande okända.

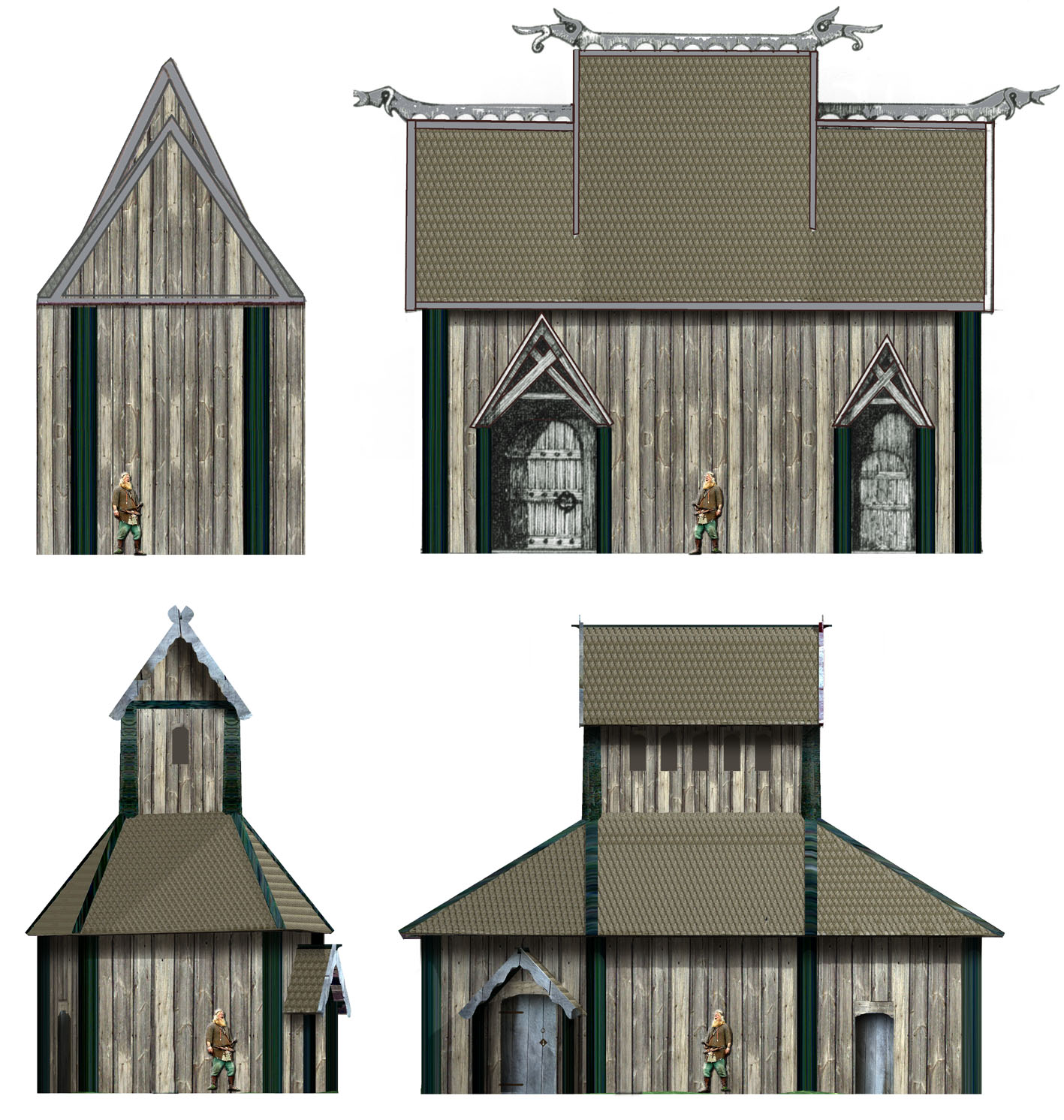
Två rekonstruktionsförslag för Uppåkratemplet i Skåne. Byggnaden användes och underhölls i flera hundra år innan den revs på 900-talet e.Kr.

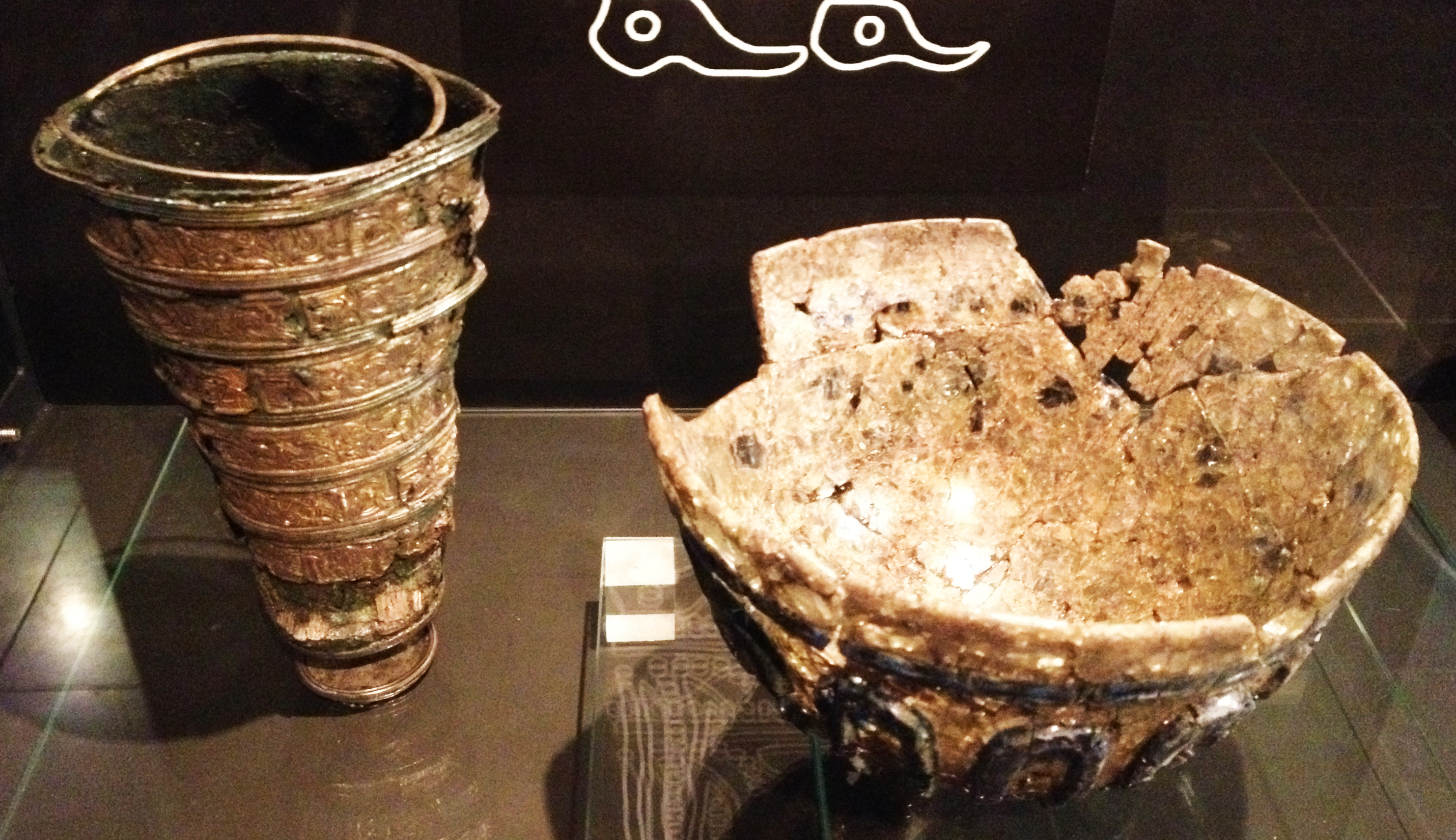
Bronsbägare och glasskål funna i Uppåkratemplet. Glasskålen är daterad till 500-talet e.Kr.

Att dra slutsatser om den germanska kulturens, och de olika germanska stammarnas, förkristna religion försvåras genom de få skriftliga källor som finns från kontinenten. Det rika material som finns kring sen nordgermansk religion i Norden har också en tendens att överskugga de tidiga och antagligen annorlunda myter som försvann med det förhållandevis tidiga kristnandet av sydliga germanstammar. Trots detta pekar arkeologiska undersökningar i kombination med tidiga historiska källor skrivna av primärt romare på att man kan dra vissa slutsatser kring tidig germansk mytologi och religionsutövande.
Germanernas förnämsta gudomlighet var ursprungligen den strålande himlen, vars namn hos västgermanerna var Tiu, och som föreslagits vara identisk med både Tiwaz (Tyr) och Wodan (Oden). Tiu kan jämföras med grekernas Zeus och romarnas Jupiter, men hos germanerna övergick denne gud tidigt till att bli en krigsgud, och därför kopplade romarna ofta ihop honom med Mars. Till följd av detta återgav också germanerna, när de tillägnade sig romarnas namn på veckans dagar, Mars dag med Tyrs dag (Tisdag). Bäst bibehölls hans dyrkan hos herminonerna i södra Tyskland, vilkas huvudgud förblev Tiu fram till kristnandet. Hos de andra germanstammarna förlorade Tiu sin förhärskande ställning eller upplöstes så småningom i flera gudagestalter. Så var Tor (tyskarnas Donar), styrkans och åskans gud, troligen en avsöndring av Tiu. Romarna såg i Donar både Herkules och Jupiter, och till följd av den senare sammanställningen översatte germanerna Jupiters dag med torsdag. Ingaevonerna och skandinaverna dyrkade en gemensam gudafamilj. Ingaevonerna förvarade nämligen i en helig lund på en ö i "Oceanen" bilden av en gudinna, Nerthus, som betecknade den alstrande jorden. Hennes manliga motbild var de senare skandinavernas Njord, vars son Frej utgjorde det förnämsta föremålet för kulten i svearnas uppsalatempel och vars binamn Yngve-Frej och Ingunar-Frej troligen ursprungligen betydde "ingveonernas herre" och "skördegud". Hos ingaevonerna rådde seden att Nerthus' bild vid vissa tider uttogs ur den heliga lunden och under stora högtidliga former på en vagn fördes omkring i landet för att sprida fruktbarhet, och på samma sätt gjorde svearna med Frejs bild i Uppsala tempel. Flertalet sådana vagnar har hittats, från den tidiga Deigbergsvagnen från Jylland (100-talet f.Kr.) till den berömda men sena vagnen från 800-talet e.Kr. som hittades i samband med Osebergsskeppet i Norge med de kompletterande textilier som beskriver vagnprocessioner. Parallella källor till en sådan kult hittas också i de senare isländska sagorna, primärt Gunnars þáttr helmings. På grund av dessa och vissa andra omständigheter drog vissa forskare kring sekelskiftet 1900 slutsatsen att skandinaver tillhörde Ingaevonernas stam, som då skulle omfattat både väst- och östgermaner. Dessa slutsatser är dock i dag omdebatterade, men Nerthus-kulten är emellertid både omvittnad i flera tidiga källor, och verkar ha varit en utbredd kult hos många germanstammar, en kult som sedan omformats och bevarats i en annan form i Skandinavien. Sozomen, en bysantinsk författare, beskrev år 348 e.Kr. bland annat hur den visigotiske kungen Athanaric använde en avgudabild för att kräva offer och underkastelse eller döden hos kristna goter.
Hos istaevonerna undanträngdes Tiu som huvudgud och himmelsgud av Wotan (Oden). Denne var ursprungligen en vindgud som, då han jagade fram med stormen, anförde de avlidnas andar, men han blev tillika segerns och bildningens (runkunskapens och skaldekonstens) gud. Möjligen utvecklades hans dyrkan därigenom att germanerna vid nedre Rhen lärde känna Mercurius, vilken tänktes ila fram genom rymden, förandes de avlidnas andar till Hades och som också gjorde kulturbringande uppfinningar. Odens dyrkan utbredde sig till alla nordtyska och skandinaviska folk och fördes av angler och saxare till England. Efter honom fick Merkurius' dag, onsdagen (på engelska Wednesday), sitt namn. På högtyska heter emellertid denna dag Mittwoch (mittveckodagen), vilket har tolkats som att Oden/Wotan inte var en viktig gudom i södra Tyskland.
Den östromerske historikern Prokopios uppger på 500-talet att invånarna i Thule dyrkade många gudar och andar i himlen, i luften, på jorden och i havet, samt även några som troddes bo i källor och floder. De offrade åt alla och att Ares (Mars) var deras högste gud, åt vilken de offrade människor. Det nedan anförda uttrycket i det saxiska doplöftet antyder vilka andra gudar som fanns hos saxarna.
Merseburgbesvärjelserna är två mytologiskt viktiga besvärjelser på frankiska dialekten av fornhögtyskan, upptecknade på 900-talet i en handskrift från 800-talet i Merseburg, men säkert av vida äldre ursprung. I den första anropas idisi (diser) i egenskap av valkyrjor, vilka skall befria krigsfången från hans fjättrar; den andra skall bota vrickning, såsom den en gång botades på den fåle som Wodan (Oden) red, då han jämte Phol (uttalas "Fol", vilket allitterationen visar), for till skogs, i det att trollsång sjöngs däröver av Sinthgunt (månen?), Sunna (solen), Volla (Fulla), Frija (Frigg) och Wodan. Phol kallas även för balder, men huruvida detta betyder att han är densamme som Eddans Balder eller om det blott är en titel (den bålde) är osäkert. Av dessa besvärjelser framgår, att en del av den nordiska mytologins gestalter i olika gestalter även kan ha funnits hos forntyska folk.
Detta är det huvudsakliga vi känner till från den forngermanska gudatron. Den hade utvecklat sig ur den urindoeuropeiska mytologin till en dyrkan av det mänskliga. Dock var gudarnas förmänskligande på långt när inte så genomfört hos germanerna som hos grekerna. Gudarna fattades visserligen som personer med mänskliga gestalter, vilka till och med avbildades, men deras väsen var dunkelt, och en utbildad mytologi (gudalära), motsvarig den homeriska, fanns inte. En sådan, visserligen av enklare beskaffenhet, uppstod först hos skandinaverna under vikingatiden, men de övriga germanerna var då redan kristnade, och den nordiska asaläran får därför inte uppfattas som allmänt germansk.
Germanerna hade emellertid även föreställningar om andra övermänskliga varelser än de egentliga gudarna. Överallt i de omgivande tingen anade de tillvaron av hemlighetsfulla makter. De uppfattade inte dessa - på romerskt sätt - som blotta begrepp (abstraktioner) utan som levande varelser, som än fientligt, än välgörande ingrep i människans liv. I de vilda bergen, i den förhärjande stormen, särskilt den isiga nordanvinden, och i havets fruktansvärda företeelser dolde sig förfärliga vidunder av övermänsklig storlek, jättar, eller av avskyvärd fulhet, troll. Tron på dem var utan tvivel ett arv från gamla indoeuropeiska föreställningar om skadliga naturmakter, med vilka himmelska ljusgudar kämpade. I Greklands och Italiens milda klimat hade dessa föreställningar bleknat, men hos germanerna, som bodde norrut, fortlevde de med oförminskad styrka och utvecklade sig i Norden till myterna om de av Tor bekämpade jättarna.
Sedan germanerna, genom romerskt inflytande fått smak för prydliga vapen och smycken, blev sådana föremål så populära att germanerna sökte en övermänsklig förklaring till deras upphov, och så uppstod sägner om konstfärdiga dvärgar som bearbetade och avundsjukt vaktade bergens dolda metallrikedom.
Ängarna personifierades av älvor, böljorna av sjöjungfrur och spelande strömkarlar, och i skogens dunkel trodde man sig se skogsrå och huldror. Man trodde även på varelser nära hemmet: vättar, nissar, puckar och tomtar. Tron på dessa "lägre naturväsen" verkar ha varit den del av den gamla tron som var fastare rotad än de gamla gudarna eftersom gudarna ganska snabbt gav vika för kristendomen, medan skrock och vidskepelse av ovan nämnt slag kvarlevt in i vår tid.

## Gravseder

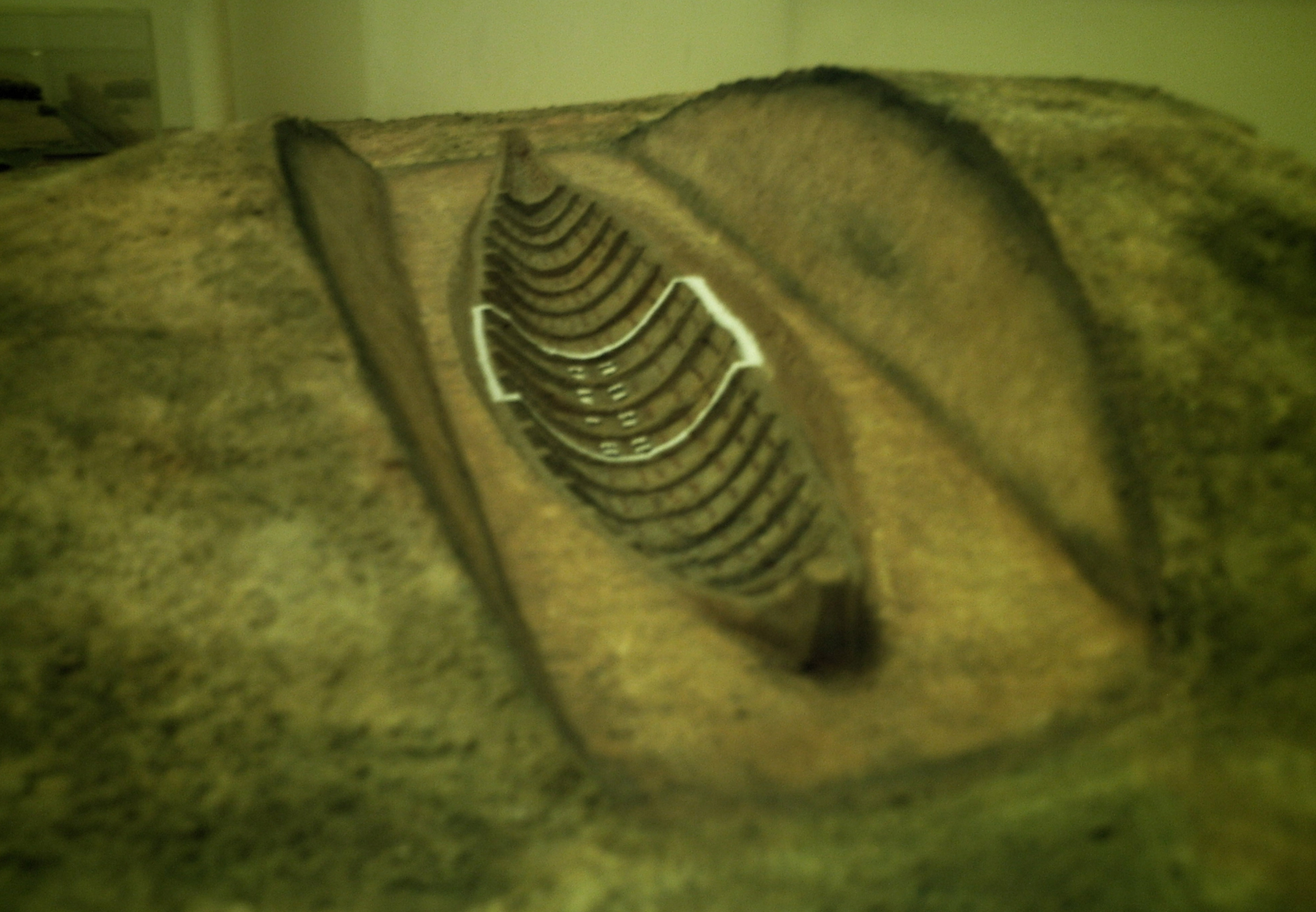
Modell av en båtgrav i Sutton Hoo, England.

Runt 100 f.Kr. börjar nedläggning av vapen bli vanligt i gravarna i norra Europa. Detta kan enligt forskare kopplas till konflikter som uppstod vid "Limes", romarrikets gräns mot norr. Vid denna tidpunkt var det ännu inte vanligt med gravhögar, om man bortser från bronsåldershögar. Gravhögar blev vanliga de första århundradena efter vår tideräknings början, på 200-talet i Danmark, och 300-talet i Mälardalen. Den tidigare eliten i samhället lät oftast gravsätta sig obrända kammargravar: ett "dödshus av sten" som symboliserade stormannens långhus. I exempelvis Sverige tar på 500-600-talet, under vendeltid, en ny elit över, samtidigt som stora delar av övriga germanska områden kristnas, och de gravhögarna blir vanligare och allt mer storartade i de återstående hedniska områdena. Eliten bosatte sig på andra platser, och de gamla kammargravarna plundras ofta. Kremering blir i samband med detta vanligt. Det är under denna tid som Uppsala högar tillkommer, likaså de liknande gravarna i Sutton Hoo i England - fynden på dessa orter påminner mycket om varandra. Vissa praktgravar från denna tid innehåller träbåtar, så kallade båtgravar. Dessa är absolut vanligast i Norden.
En jämförande studie av förkristna gravar från neolitikums början till vikingatidens slut och senare medeltida kristna gravar har visat att det under lång tid existerat en gravsed som bestämt i vilket väderstreck man placerat den avlidne, åtminstone i södra Skandinavien. Huvuddelen av de forntida gravarna samlar sig med längdaxlar grovt i OSO-VNV samt SSV-NNO, vilket tolkats som överensstämmande med solens uppgång under höstblotet, som sågs som nyår under hednisk tid. Mälardalen sticker ut i jämförelse, och där verkar de avlidna ha lagts i överensstämmelse med solens uppgång runt jul, vilket också det var en viktig hednisk högtid. Efter kristnandet har de avlidna istället lagts i riktning ONO, vilket överensstämmer med solens uppgång vid påsk.
Ett redskap som i princip enbart återfinns på hedniska gravplatser, primärt i manliga högreståndsgravar, är speciella grillspett som kan bindas till både offerritualer och efterföljande gille. Dessa spett dyker upp i thüringska och frankiska gravar från 500-600-talet, men försvinner efter 600-talet, medan de vidare återfinns i Norden från 600-1000-talet.

## Sjöar, lundar, tempel och kulthus
De källor som omtalar Nerthus heliga sjö gör sig påminda i den arkeologiska material man funnit i mossar och träsk - och pekar på vilken viktig roll just offrandet i vattendrag varit redan tidigt i den germanska kulturen. Omfattningen av välbevarade mosslik, guld och skatter samt uppsåtligt förstörda vapen visar på detta. Fynd har gjorts primärt i nordvästra Tyskland och i regionerna väst om Baltikum, och stora skattfynd av ringar har hittats i Smederup på Jylland i Danmark; båtar och vapen funna i Hjortspring på ön Als, vapen och skatter i Nydam, och det omfattande Torsbjerg-fyndet i Angeln. I södra Skandinavien har arkeologerna funnit stora vapenoffer från 200-talet i sjöar. Liknande fynd har dock även gjorts längre norrut, till exempel i Finnestorp i Västergötland, och i den mer kända offerplatsen Skedemosse på Öland där man funnit över 1,3 kg guld, samt ben efter hundratals hästar, 80 kor, 60 får och totalt 38 människor. Fynd från Käringsjön, Övraby socken i Halland visar upp fredligare offer från tiden 200-400 e.Kr. Inga vapen fanns bland fynden, som huvudsakligen bestod av lerkärl fyllda med matvaror, men även träföremål. Vidare kan omfattningen av de gudanamn som bevarats i ortnamn både i Skandinavien och på kontinenten peka på var det eventuellt funnits heliga platser.
De heliga platser som från början användes som större kultplatser var enligt Tacitus primärt heliga lundar och träd. Detta bekräftas också genom de många kristna missionsberättelser som bevarats - och där träd och lundar varit de viktigaste yttre tecknen på germansk hedendom, och som sådana, enligt missionärerna, skulle förstöras. Heliga lundar användes dock på olika sätt och för olikartade ändamål. Förutom som helig plats kunde lunden användas som tingsplats, förvaringsställe för heliga ting (som Nerthus vagn) eller samlingsplats. Olika lundar var också vigda åt olika gudar, vilket inte minst ortnamnsforskningen kan påvisa. Sjöar och mossar kunde brukas som offerplatser orörda, men i vissa fall, som i det ovan nämnda fallet Käringsjön, byggde man till ett enormt packverk av stockar, grenar och sten runt sjön för att få en fast bälte runt stränderna; som mest mäter bredden på packverket 4-5 meter.
Träd omnämns också i källmaterialet. I Geismar högg den helige Bonifatius ner hessernas "heliga ek", kallad Donarseken i början av 700-talet. Dock har Thede Palm argumenterat för att den enda slutsats som är rimlig av dra av källans originaltext är att eken stod på en plats där man dyrkade Donar - det behöver inte vara så att det var eken i sig som var dyrkad. Saxarna tillbad Irminsul, en pelare, träd eller stod som fanns i Sachsen i närheten av Weser i Tyskland. Irminsul har tolkats som Världspelaren, (jämför med Yggdrasil). Namnet Irminsul förklaras etymologiskt "upphöjd, stor, pelare"; Irmin kan också överföras till ett binamn på Oden, Jormunr, den upphöjde. En källkritisk undersökning av ovan nämnde Palm visar att Irminsul rimligen var ett allmänt namn på en offerstång, eventuellt vigd åt Oden/Wodan, eftersom flera Irminsul omnämns i källorna. En Irminsul i Sachsen förstördes av Karl den store 772. I det saxiska doplöftet från 800-talet avsvärjs "Thuner och Woden och Saxnot och alla de onda makter, som är i deras sällskap".

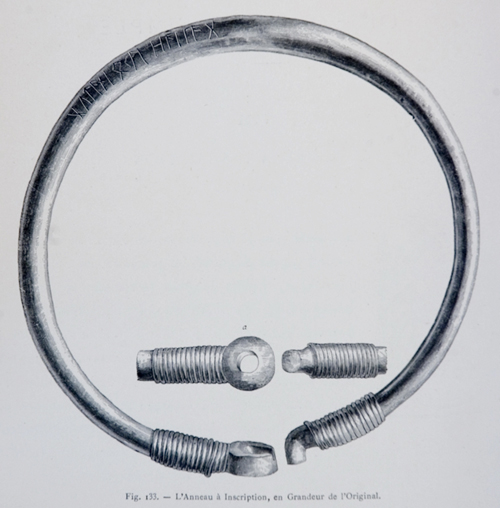
Pietroassaringen - en halsring av guld från ca 250–400 e.Kr., funnen i Rumänien och försedd med en gotisk runinskrift: gutaniowi hailag, vilket tolkats som "Gotiskt. Heligt".

En helig lund, eller plats, kallades också "vi". 2007 undersöktes ett vi från vendeltid i Lilla Ullevi fullständigt. Viet i Lilla Ullevi bestod av olika lämningar, naturliga såväl som människoskapade; centralt fanns den så kallade hargen, en stenkonstruktion som ligger på viets högsta punkt. I hargen låg en plattform som antagligen fungerat som altare. Plattformen har efterlämnat spår i form av fyra kraftiga stolphål. Söder om stenkonstruktionen fanns ett stort antal stolphål, och arkeologerna antar att det kan ha varit en offerplats på grund av de många fynd av amulettringar som man gjort där. Ringar förekom även i hargen, där man funnit närmare 70 stycken järnringar, många med mindre ringar hängande i den största ringen. Ringar antas också ha betytt mycket i den nordiska kulten då de fungerat som dörringar på kultbyggnader, vilket man sett i templet i Uppåkra, och som också är avbildat på Sparlösastenen. Det isländska sagomaterialet bekräftar också ringarnas betydelse i åtminstone den nordgermanska kulten. Man kan även nämna den gotiska Pietroassaringen från 300-400-talet i sammanhanget.
Germanska tempel omtalas hos Tacitus (även om han paradoxalt nog samtidigt menar att germanerna inte hade tempel), men fram till att ett kulthus i Uppåkra i Skåne från 200-talet e.Kr, och ett kulthus i Borg utanför Norrköping från 900-talet, hittades fanns det inga direkta arkeologiska bevis för dessa, eller hur dessa var uppbyggda. Adam av Bremens beskrivningar av gudatempel från vikingatiden i Uppsala är sena och är tveksamma för att beskriva eventuella tidiggermanska tempel. Templet i Uppåkra är därför ett viktigt fynd då det fungerat aktivt i flera hundra år innan det övergavs på 900-talet e.Kr. Byggnaden, som byggs till och byggts om under århundradena, hade ytterväggar som har varit i så kallad stavkonstruktion mellan kraftiga hörnstavar. Tekniken känns igen från påträffade rester efter stavkyrkor i Lund från ca 1050. De stående plankorna måste upptill ha varit inpassade i en horisontell trästock, så kallad lejd, vilken legat på hörnstavarna. Den djupa rännan som stavväggarna varit satta i samt de djupa hålen för hörnstavarna visar att byggnadens ytterväggar måste ha varit höga. Hålen har ju till uppgift att hålla emot sidobelastningarna så att väggarna inte störtat omkull. I Hemse kyrka på Gotland har man funnit bevarade väggstavar i full längd på tre meter från den tidiga träkyrkan. En höjd för templets ytterväggar på upp mot fyra meter över markytan är därför inte omöjlig. Även om byggnaden kan ge en vink om hur eventuella motsvarigheter på kontinenten kan ha sett ut krävs mer arkeologiska fynd på fler platser för att kunna dra några större slutsatser om germanska tempel utanför Norden.
De upptäckta kulthusen visar att kulten, som uppenbarligen främst i dessa fall handlat om goda skördar och fruktbarhet, från 200-talet e. Kr., sakta men säkert blir en inomhuskult. Samtidigt överges de traditionella offerplatser i landskapet, mossar och sjöar, som tidigare var den vanliga platsen för offer av djur, människor, vapen, vardagsföremål och guld.
Från senare nordgermanskt område framgår det att den vanligaste formen av kult där var kultgillet, det vill säga kulten i hemmet och vid allmänna fester på gårdarna. Det var uppenbarligen bara vid utomordentliga tillfällen man hade stora samlingar vid heliga lundar eller i tempel. Att dra för stora paralleller med avlägsen tid och avlägsna områden är dock vanskligt.

## Kristnandet

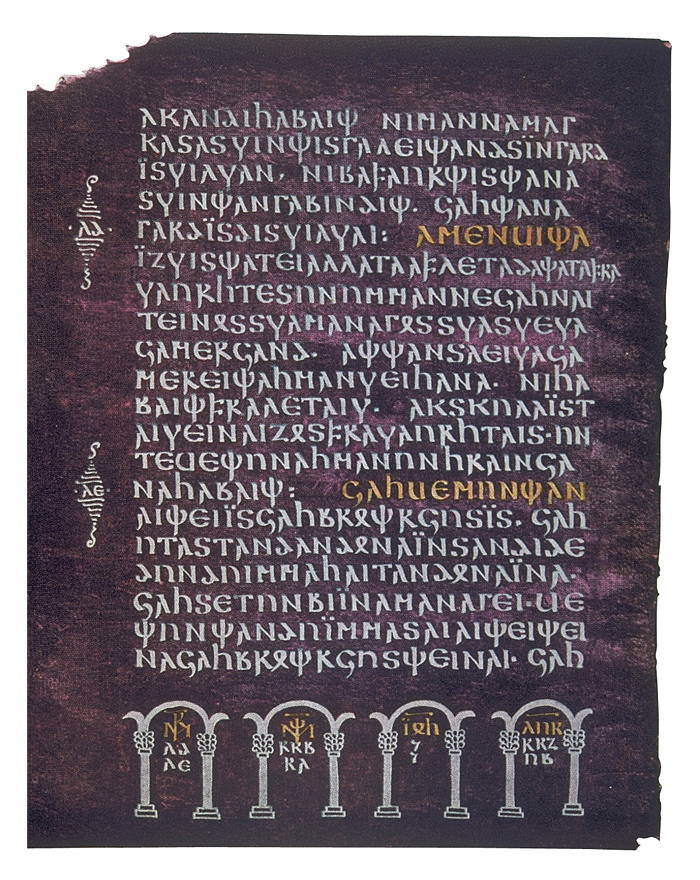
En sida ur Silverbibeln.

Ostrogoterna, visigoterna och vandalerna kristnades medan de fortfarande befann sig utanför det romerska rikets gränser, men antog arianismen snarare än den katolska läran. Det främsta skrivna dokument som återstår på det gotiska språket är den bibelöversättning som gjordes av Wulfila, den missionär som omvände goterna, främst bevarad i form av Silverbibeln. Langobarderna kristnades inte förrän efter att de slagit sig ned inom romerska riket men tog till sig den kristna läran från arianska germaner. Markomannernas drottning Fritigil korresponderade med Ambrosius av Milano rörande hennes folks konvertering till kristendomen under andra halvan av 300-talet.
Frankerna omvändes direkt till den katolska läran utan en mellanperiod som arianer. Senare skulle frankiska missionärer och soldater ledda av Karl den store med våld tvinga omvändelsen på sina saxiska grannar i norr.
Nordgermanerna bevarade länge den gamla hedniska germanska livsstilen och religionen (se Asatro) och var de sista av denna folkgrupp som kristnades.